# Oskar Schüppel

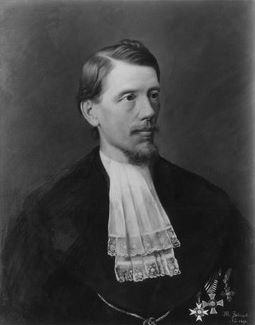
Oskar Schüppel in der Tübinger Professorengalerie

Oskar Eduard Schüppel (* 10. August 1837 in Dresden; † 26. August 1881 in Bad Serneus) war Professor für Medizin an der Universität Tübingen.

## Leben
Oskar Schüppel wurde 1863 zum Dr. med. promoviert. Er wurde 1866 Assistent am Pathologisch-Anatomischen Institut und Privatdozent an der Universität Leipzig, 1867 außerordentlicher Professor für pathologische Anatomie und allgemeine Pathologie und klinischer Prosektor in Tübingen. 1868 erhielt er Titel und Rang eines ordentlichen Professors und 1869 eines ordentlichen Professors, ohne dass zu diesem Zeitpunkt bereits ein Ordinariat vorhandengewesen wäre, das erst 1870 erneut beantragt wurde. 1876/77 war er Rektor der Universität Tübingen.

## Ehrungen
1873 wurde er zum Mitglied der Deutschen Akademie der Naturforscher Leopoldina gewählt.

## Schriften und Werke
Seine im Sommersemester 1872 und Wintersemester 1872/1873 gehaltene Vorlesung über spezielle pathologische Anatomie ist als Nachschrift eines seiner Studenten, Otto Faber, erhalten.